# Vieille-Chapelle
Vieille-Chapelle é uma comuna francesa na região administrativa de Altos da França, no departamento de Pas-de-Calais. Estende-se por uma área de 3,41 km². Em 2010 a comuna tinha 802 habitantes (densidade: 235,2 hab./km²).